# Emil Scaria
Emil Scaria (ur. 18 września 1838 w Grazu, zm. 22 lipca 1886 w Blasewitz) – austriacki śpiewak operowy, bas.

## Życiorys
Studiował w Grazu u Josefa Netzera i w Wiedniu u Richarda Lewy’ego. Na scenie zadebiutował w 1860 roku w Peszcie jako St. Bris w Hugonotach. Uzupełniające studia muzyczne odbył w Londynie u Manuela Garcíi, w kolejnych latach występował w Dessau (1862–1863), Lipsku (1863–1865) i Dreźnie (1865–1872). Od 1873 roku był członkiem zespołu Opery Wiedeńskiej. Wziął tam udział w pierwszym poza granicami Francji przedstawieniu Carmen (1875, w roli Escamilla) oraz w wiedeńskiej premierze cyklu Pierścień Nibelunga (1879).
Występował z zespołem objazdowym Angelo Neumanna. W maju 1882 roku brał udział w wystawieniu cyklu Pierścień Nibelunga na deskach Her Majesty’s Theatre w Londynie. W trakcie trzeciego aktu Walkirii doznał załamania nerwowego i chwilowej utraty pamięci, zdołał jednak wrócić na scenę 2 dni później i wziąć udział w przedstawieniu Zygfryda. W lipcu 1882 roku wystąpił na festiwalu w Bayreuth w prapremierowym przedstawieniu Parsifala, kreując rolę Gurnemanza. W 1884 roku koncertował wraz z Amalie Materną i Hermannem Winkelmannem w Stanach Zjednoczonych. Na początku 1886 roku ponownie doznał załamania nerwowego, zmarł w przeciągu kilku miesięcy, nie odzyskawszy już zdrowia.